# Hotel Ryugyong
Hotel Ryugyong (în coreeană 류경호텔; uneori romanizat ca Ryu-Gyong sau Yu-Kyung) este un zgârie-nori de 105 etaje, în formă de piramidă aflat în construcție în Phenian, Coreea de Nord. Numele său (în traducere, „capitala sălciilor”) este și unul din denumirile istorice ale orașului Phenian. Lucrările de construcție au început în 1987, dar s-au oprit în 1992 după ce Coreea de Nord a intrat într-o criză economică acută după căderea Uniunii Sovietice.
După 1992, clădirea avea structura terminată, dar nu avea nicio fereastră și niciun fel de finisaj. Lucrările s-au reluat în 2008. În 2011, a fost terminat exteriorul. S-au dat de mai multe ori date estimative pentru deschiderea hotelului, dar de fiecare dată s-a amânat.

## Arhitectura
Hotelul Ryugyong are o înălțime de 330 m, fiind cea mai înaltă din Phenian și din toată Coreea de Nord. Construcția Hotelului Ryugyong urma să fie terminată la timp pentru al 13-lea Festival Mondial al Tineretului și Studenților din iunie 1989; dacă se realiza aceasta, ar fi fost la acea vreme cel mai înalt hotel din lume. Clădirea neterminată a fost depășită în înălțime de un alt hotel abia la terminarea în 2009 a lui Rose Tower din Dubai, Emiratele Arabe Unite. Hotelul Ryugyong este astăzi a 49-a cea mai înaltă clădire din lume (la egalitate cu China World Trade Center Tower III) ca înălțime totală și pe locul 7 la numărul de etaje.
Clădirea constă din trei aripi, fiecare măsurând 100 m lungime, 18 m lățime și cu o înclinație de 75 de grade, care converg într-un punct comun. Clădirea are în vârf un trunchi de con de 40 m lățime, constând din opt etaje, care ar trebui să se rotească, deasupra lor fiind încă șase etaje fixe. Structura urma să găzduiască cinci restaurante rotitoare, și un număr de 3000 (după unele surse) sau 7665 (după altele) de camere. Khaled Bichara⁠(en)[traduceți] de la Orascom afirma în 2009, că Ryugyong nu va fi doar un hotel, ci o structură cu utilizare mixtă, inclusiv restaurant rotitor, dar și „un amestec de camere de hotel, apartamente și infrastructură de afaceri”.

## Istoria

### Începutul lucrărilor
Planul de a construi un mare hotel ar fi fost un răspuns motivat de Războiul Rece la terminarea celui mai înalt hotel din lume, Westin Stamford⁠(en)[traduceți] din Singapore, în 1986, de către compania sud-coreeană SsangYong Group⁠(en)[traduceți]. Conducerea nord-coreeană își închipuia proiectul ca pe un canal prin care investitorii Occidentali să intre pe piață. A fost înființată o firmă, denumită Ryugyong Hotel Investment and Management Co., pentru a atrage investiții străine în valoare de 230 de milioane de dolari. Un reprezentant al guvernului nord-coreean promitea relaxarea condițiilor de lucru, care să permită „investitorilor străini [să] opereze cazinouri, cluburi de noapte sau saloane japoneze”. Firma nord-coreeană de construcții Baikdoosan Architects & Engineers (denumită și Baekdu Mountain Architects and Engineers) a început construcția unui hotel în formă de piramidă în 1987.

### Oprirea construcției
Hotelul trebuia să se deschidă în iunie 1989 pentru al 13-lea Festival Mondial al Tineretului și Studenților, dar problemele produse de tehnicile de construcție și materialele utilizate au amânat finalizarea. Dacă s-ar fi deschis la timp, ar fi depășit Hotelul Westin Stamford⁠(en)[traduceți] și ar fi devenit cel mai înalt hotel din lume, și a șaptea clădire din lume ca înălțime.
În 1992, după ce clădirea ajunsese la înălțimea sa proiectată, lucrările au fost oprite din cauza crizei economice din Coreea de Nord produsă de prăbușirea blocului sovietic. Ziarele japoneze au estimat costurile de construcție la 750 de milioane de dolari, consumând 2 procente din PIB-ul coreei de nord. Timp de peste un deceniu, clădirea neterminată a rămas goală și fără ferestre și finisaje, ca o carcasă uriașă din beton. În vârf a rămas o macara ruginită, despre care BBC spunea că este „o amintire a ambiției înșelate a statului totalitar”. Marcus Noland consemna că la sfârșitul anilor 1990, Camera de Comerț a Uniunii Europene în Coreea a inspectat clădirea și a tras concluzia că structura este ireparabilă. S-au pus întrebări despre calitatea betonului și despre alinierea puțurilor ascensoarelor, despre care unele surse spuneau că sunt „strâmbe”.
Într-un articol din 2006, ABC News⁠(en)[traduceți] se îndoia că Coreea de Nord ar avea suficiente materii prime sau suficientă energie pentru un asemenea proiect masiv. Un oficial al guvernului nord-coreean a declarat pentru Los Angeles Times în 2008 că lucrările de construcție nu s-au terminat „deoarece [Coreea de Nord] a rămas fără bani”.
Oprirea construcției, zvonurile despre probleme și misterul despre viitorul său au făcut ca sursele din mass-media să o poreclească „cea mai proastă clădire din lume”, „Hotelul Pierzaniei” și „Hotelul-Fantomă”.

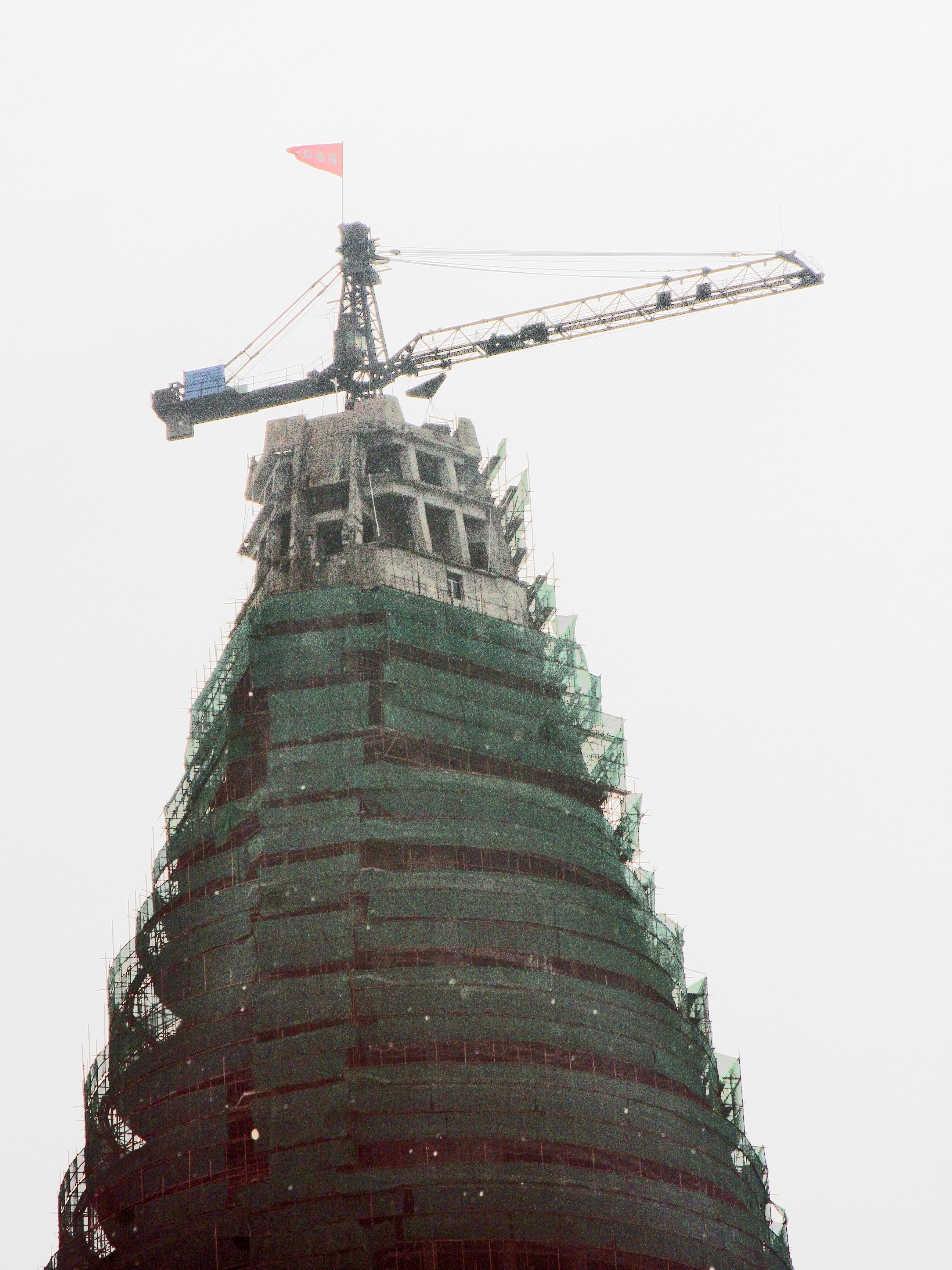
Vârful clădirii în septembrie 2008, la câteva luni de la reluarea lucrărilor

### Reluarea construcției
În aprilie 2008, după 16 ani de inactivitate, lucrul la clădire a fost reluat de compania egipteană Orascom Group⁠(en)[traduceți]. Orascom, care a semnat un contract în valoare de 400 de milioane de dolari cu guvernul nord-coreean pentru dezvoltarea și operarea unei rețele de telefonie mobilă 3G, a declarat că înțelegerea din domeniul telecomunicațiilor nu este legată direct de proiectul Hotelului Ryugyong. În 2008, oficiali nord-coreeni declarau că hotelul va fi terminat până în 2012, aniversarea a 100 de ani de la nașterea „președintelui etern” Kim Il-sung. În 2009, Khaled Bichara, COO al Orascom, consemna că „nu [au] avut prea multe dificultăți” în rezolvarea problemelor structurale raportate ale clădirii, și că un restaurant rotitor va fi instalat în vârful clădirii.
În iulie 2011, se afirma că lucrările la exterior erau terminate. Între elementele instalate de Orascom se numără panouri de sticlă pe exterior și antene de telecomunicații. În septembrie 2012, au fost publicate fotografii făcute de Koryo Tours⁠(en)[traduceți], ce prezentau pentru prima oară interiorul. Erau foarte puține aparate și piese de mobilier. În noiembrie 2012, operatorul hotelier internațional Kempinski⁠(en)[traduceți] a anunțat că va administra hotelul ce urma să fie deschis parțial la jumătatea lui 2013. Aceste planuri au fost însă amânate din cauza escaladării tensiunilor în 2013.

### Etapele activității de construcție

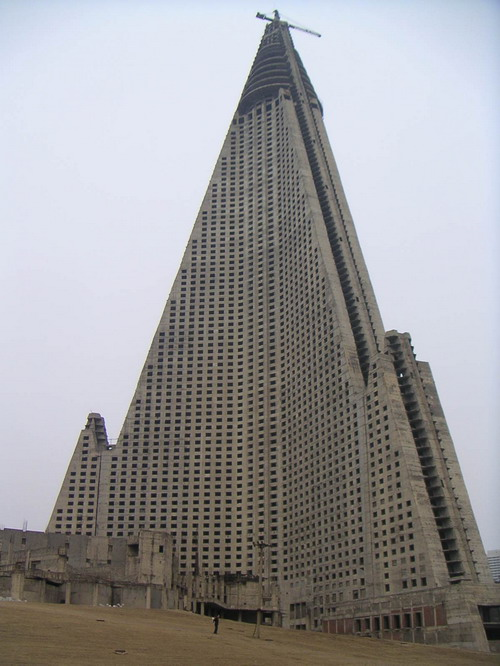
martie 2004
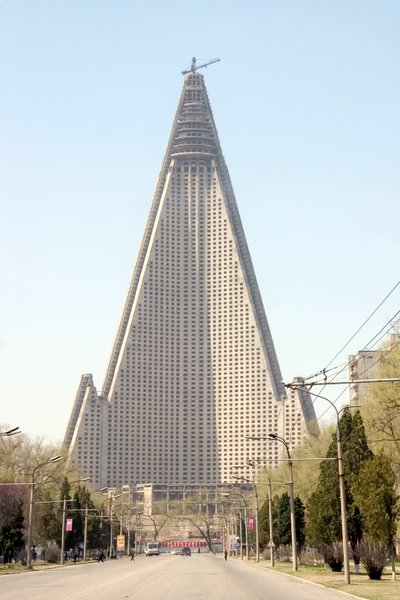
aprilie 2005
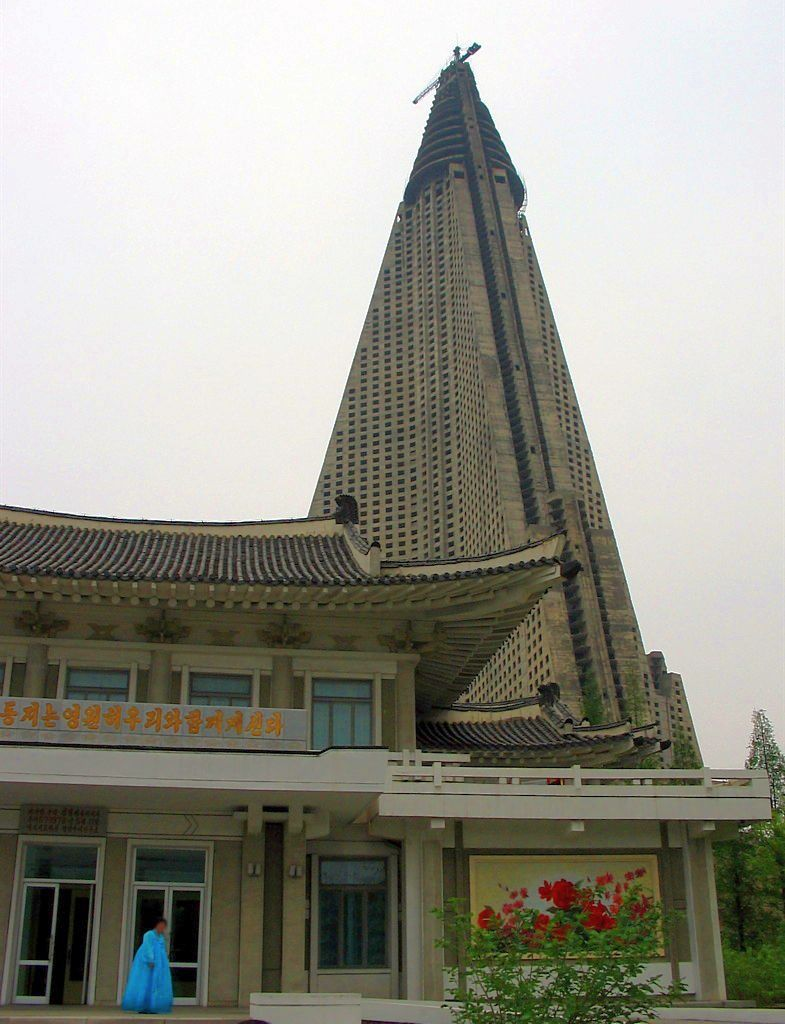
mai 2005
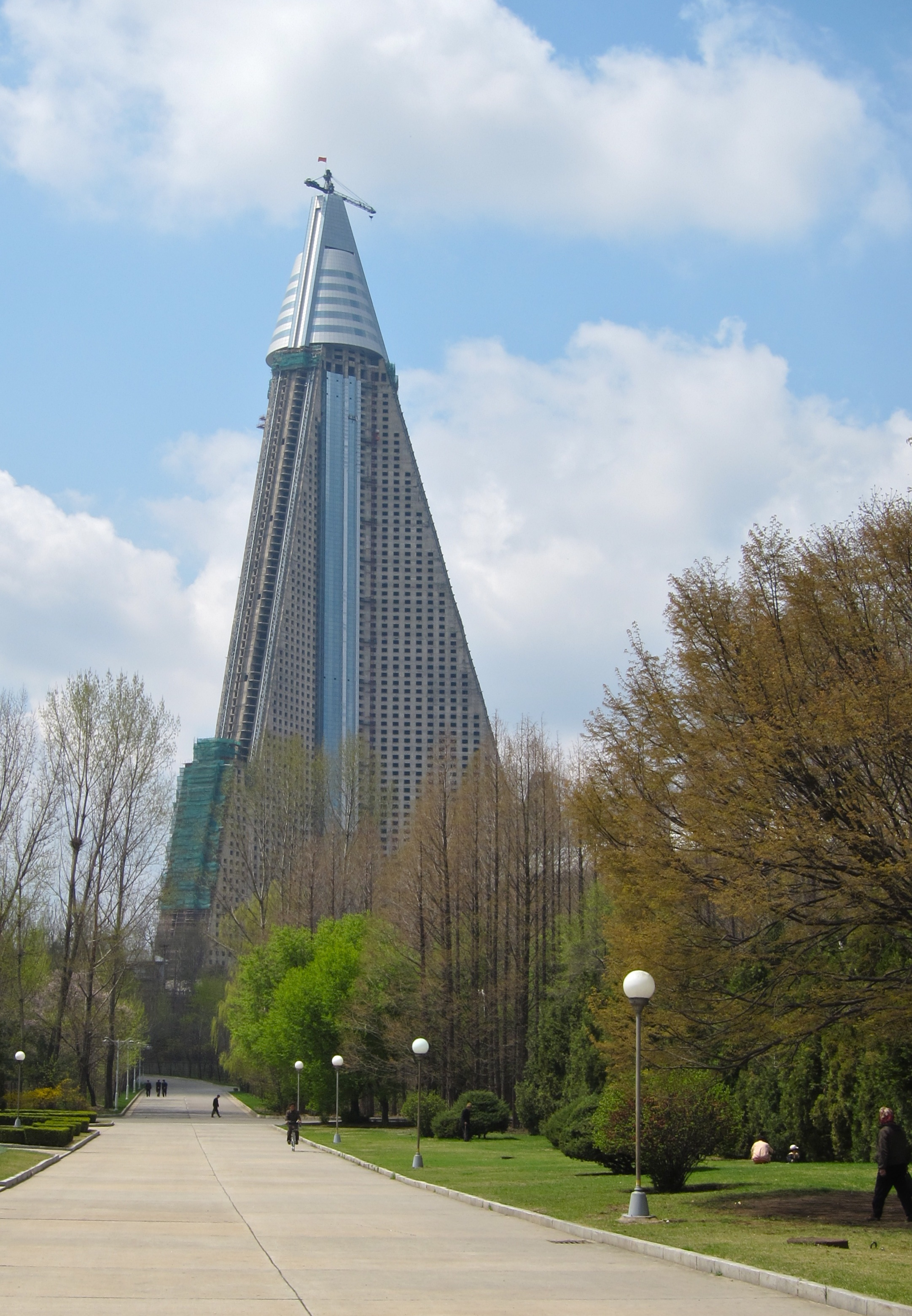
aprilie 2010
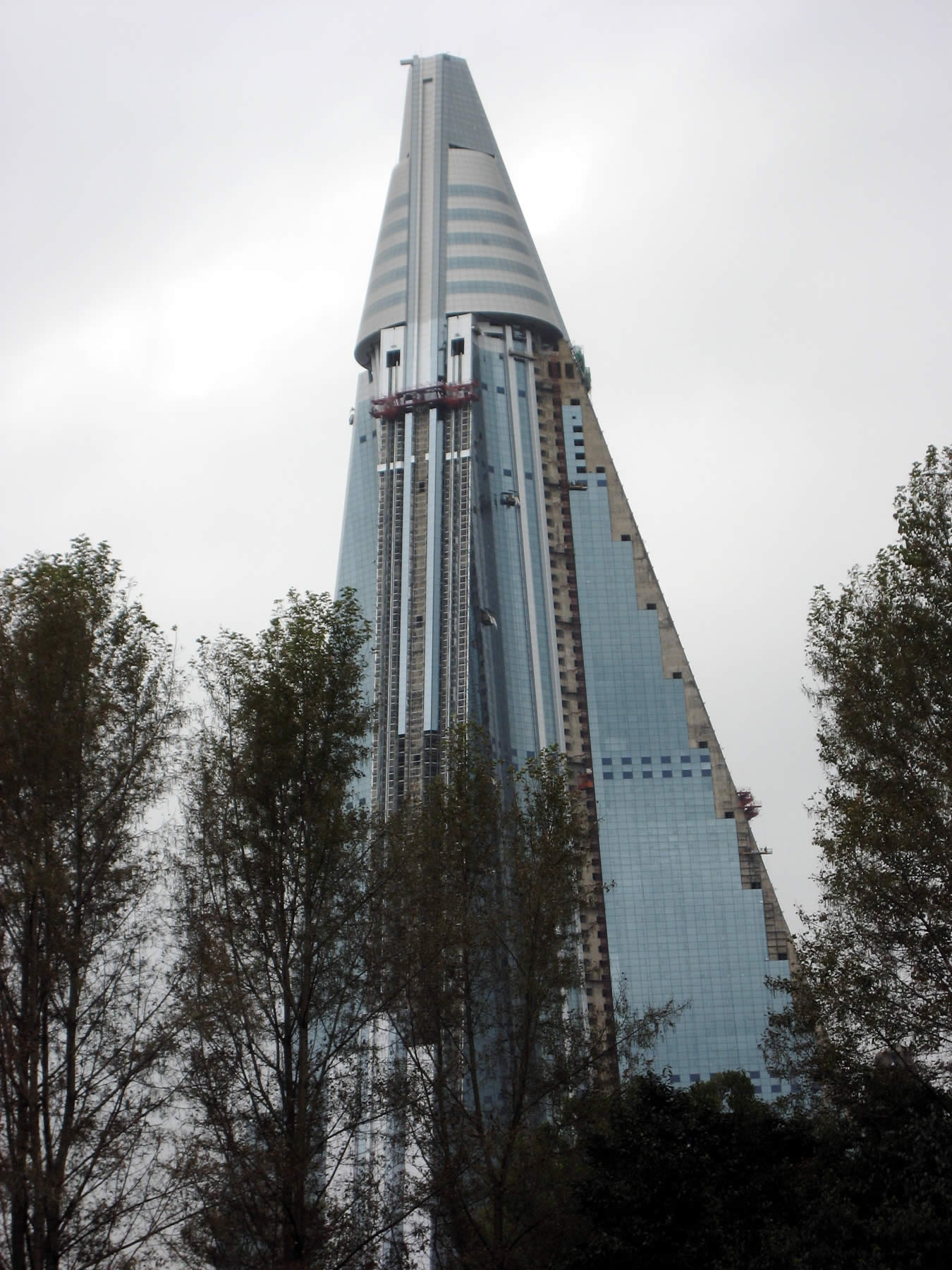
octombrie 2010
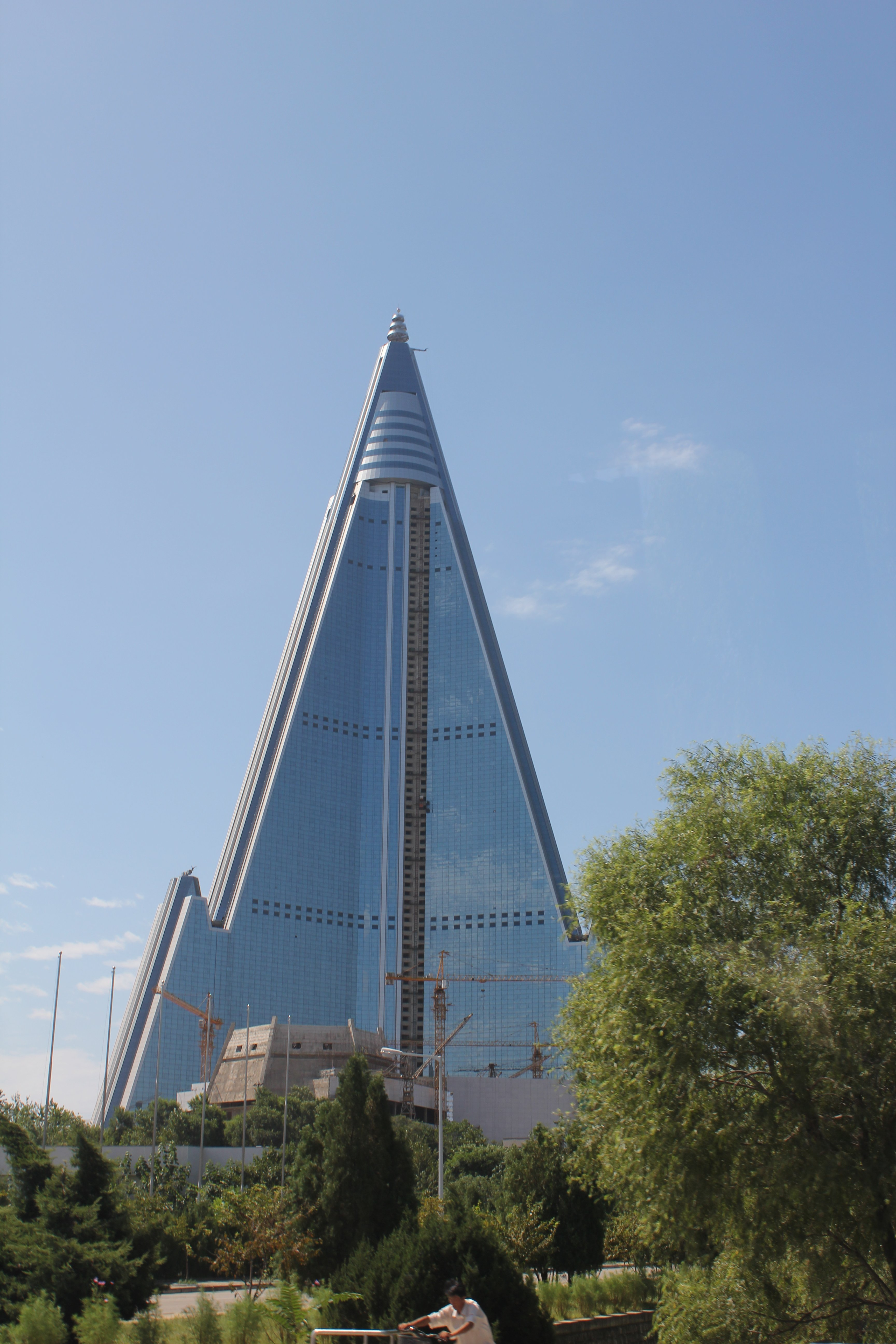
septembrie 2011
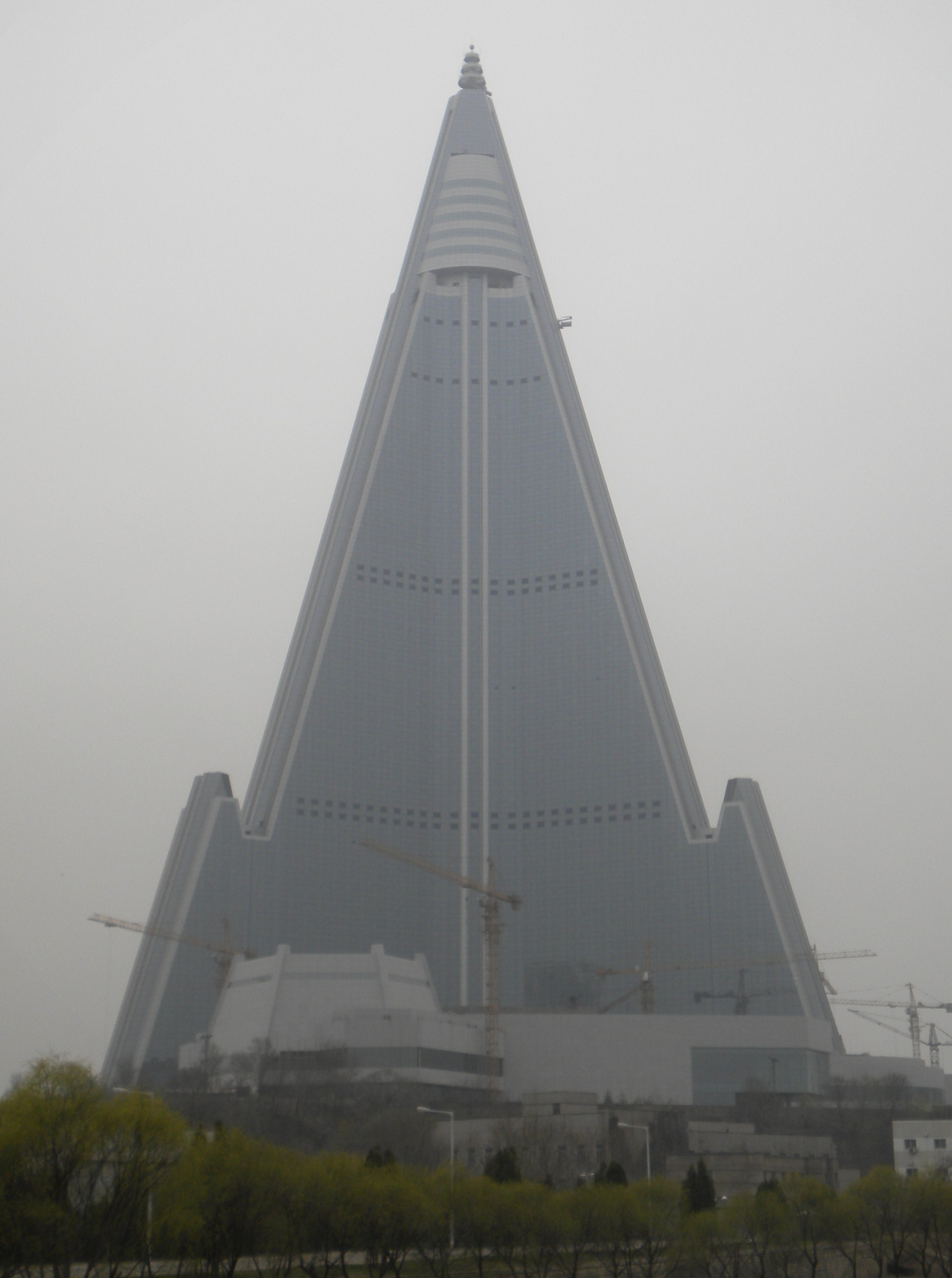
aprilie 2012
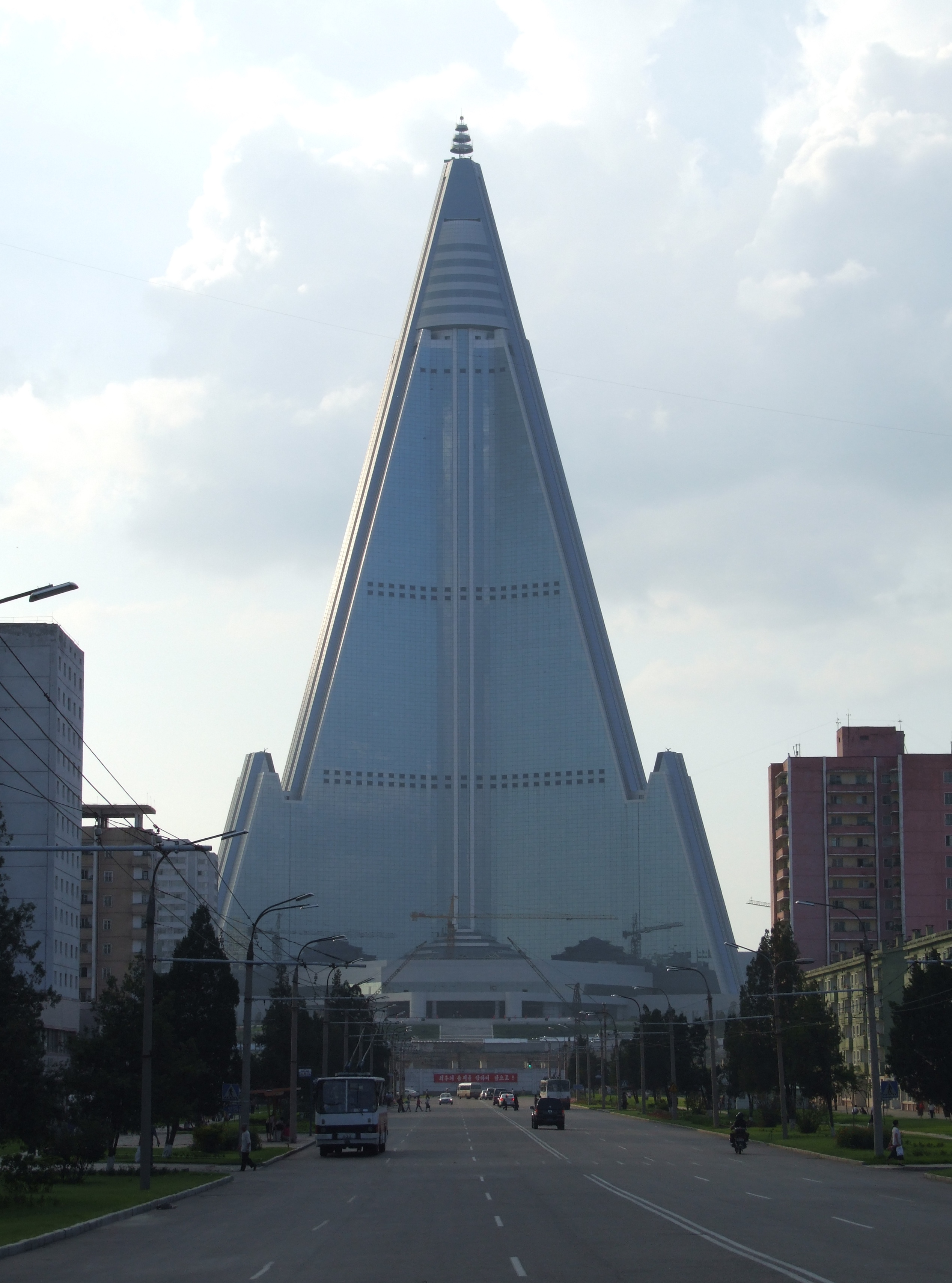
august 2012